# Comtat de Panevėžys
El comtat de Panevėžys (en lituà Panevėžio apskritis) és una divisió administrativa de Lituània. La capital és Panevėžys i es divideix en municipis i districtes:
- Districte municipal de Biržai
- Districte municipal de Kupiškis
- Panevėžys
- Districte municipal de Panevėžys
- Districte municipal de Pasvalys
- Districte municipal de Rokiškis